# Płaska (gmina)
Płaska – gmina wiejska w województwie podlaskim, w powiecie augustowskim. W latach 1975–1998 gmina położona była w województwie suwalskim.
Siedziba gminy to Płaska.
Według danych z 30 czerwca 2008 gminę zamieszkiwało 2526 osób.

## Struktura powierzchni
Według danych z roku 2002 gmina Płaska ma obszar 373,19 km², w tym:
- użytki rolne: 10%
- użytki leśne: 82%

Gmina stanowi 22,5% powierzchni powiatu.

## Demografia

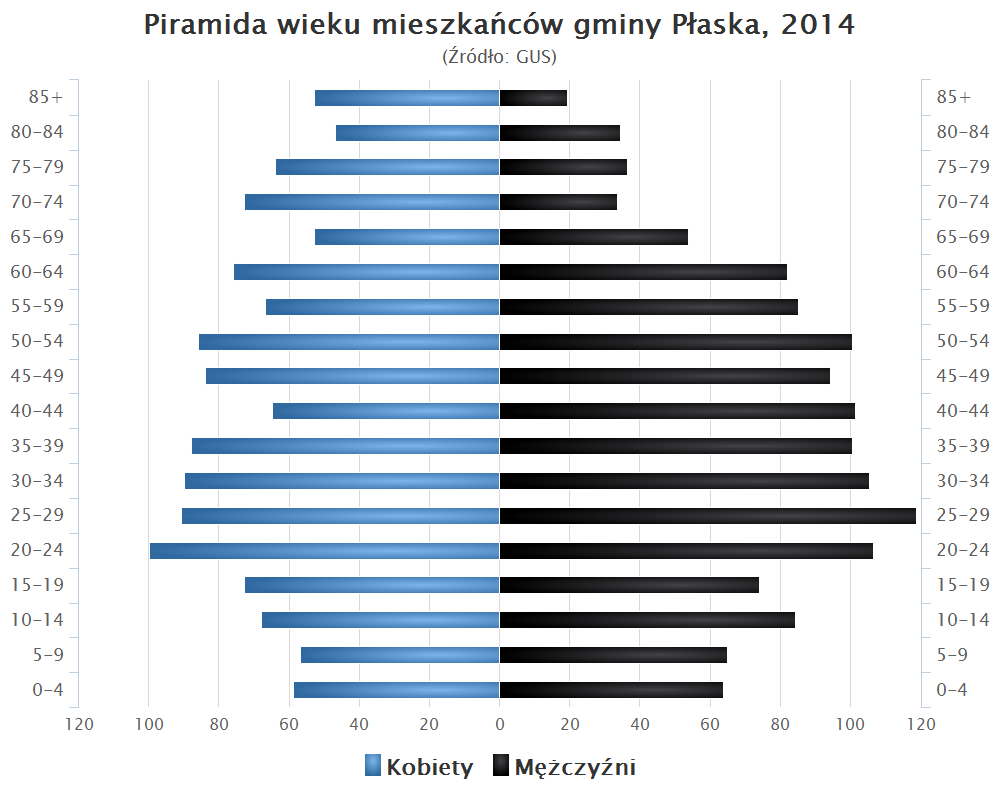
Piramida wieku mieszkańców gminy Płaska w 2014 roku

Dane z 30 czerwca 2008:
| Opis                              | Ogółem | Ogółem | Kobiety | Kobiety | Mężczyźni | Mężczyźni |
| --------------------------------- | ------ | ------ | ------- | ------- | --------- | --------- |
| jednostka                         | osób   | %      | osób    | %       | osób      | %         |
| populacja                         | 2526   | 100    | 1195    | 47,31   | 1331      | 52,69     |
| gęstość zaludnienia (mieszk./km²) | 6,77   | 6,77   | 3,20    | 3,20    | 3,57      | 3,57      |

## Jednostki pomocnicze gminy
Sołectwa
Dalny Las, Gorczyca, Gruszki, Macharce, Mikaszówka, Mołowiste, Płaska, Podmacharce, Rubcowo, Rudawka, Rygol, Serski Las, Serwy, Strzelcowizna, Sucha Rzeczka

## Miejscowości gminy
Wsie
Dalny Las, Gorczyca, Gruszki, Macharce, Mikaszówka, Mołowiste, Muły, Osienniki, Płaska, Podmacharce, Rubcowo, Rudawka, Rygol, Serski Las, Serwy, Strzelcowizna, Sucha Rzeczka
Osady
Jazy, Kielmin, Lubinowo, Mały Borek, Ostryńskie, Przewięź, Tartak
Osady leśne
Hanus (SIMC 0764826), Hanus (SIMC 0764832), Jałowy Róg, Kopanica, Księży Mostek, Lipiny, Perkuć, Podmacharce, Trzy Kopce
Część wsi
Podmacharce
Przysiółek wsi
Kudrynki

## Sąsiednie gminy
Augustów, Augustów, Giby, Lipsk, Nowinka, Sztabin. Gmina sąsiaduje z Białorusią.